# Karol Młodszy
Karol Młodszy (ur. 772/773, zm. 4 grudnia 811) – drugi syn Karola Wielkiego i jego żony Hildegardy. Od 780 roku uznany za głównego dziedzica tronu frankijskiego po wydziedziczeniu Pepina Garbatego. 

## Życiorys
Karol prowadził wieloletnie walki z Bretończykami, którzy często najeżdżali ziemie królestwa Franków. Ojciec wysyłał go również na kampanię przeciwko Sasom. Z synów Karola Wielkiego wykazywał on największy talent wojskowy. 
Około 789 roku Karol Wielki planując sojusz z Offą królem Mercji próbował doprowadzić do małżeństwa Karola Młodszego z jego córką Ælflæd. Małżeństwo nie doszło do skutku na skutek odmowy Karola Wielkiego na ślub jego córki Berty z synem Offy – Ecgfrithem. W 790 roku został mianowany przez ojca gubernatorem Saksonii i Frankonii i otrzymał tytuł księcia Maine.
25 grudnia 800 roku w Rzymie został koronowany na króla Franków, w tym samym dniu jego ojciec otrzymał tytuł cesarski. Karol Wielki dokonał w 806 roku podziału swego królestwa na wypadek swojej śmierci – Karolowi Młodszemu miał przypaść tytuł cesarski, a z ziem miał otrzymać Austrazję, Neustrię, Burgundię, Saksonię i Turyngię. W 806 dowodził wyprawą przeciw plemionom serbskim, zjednoczonym przez księcia Miliducha. Pokonał go w bitwie nad Łabą i złupił ziemie serbskie, zmuszając pozostałych przy życiu wodzów do kapitulacji. Po przybyciu do obozu Karola Młodszego przekazali mu zakładników oraz zobowiązali się płacić trybut i przyjąć chrześcijaństwo. Po zwycięstwie wybudował na terenach słowiańskich dwie twierdze i wrócił na ziemie Franków.
Karol Młodszy zmarł nagle na skutek ataku apopleksji podczas pobytu w Bawarii.